# Terry Addison
Pour les articles homonymes, voir Addison.
Terry Addison, né le 11 janvier 1946 à Wondai, est joueur de tennis australien.
Il a atteint la finale du tournoi en double du Championnat de tennis d'Australie 1968 avec Ray Keldie.

## Palmarès

### Titre en simple (1)
- 1967 : West of Scotland

### Finales en simple (2)
- 1967 : Israel Silver Jubilee
- 1969 : Balboa Bay Club Autumn Invitation

### Titre en double (1)
| No | Date       | Nom et lieu du tournoi    | Catégorie | Dotation | Surface         | Partenaire        | Finalistes              | Score           |  |
| -- | ---------- | ------------------------- | --------- | -------- | --------------- | ----------------- | ----------------------- | --------------- |  |
| 1  | 25-02-1970 | Macon International Macon |           | NC $     | Moquette (int.) | Robert Carmichael | Ilie Năstase Ion Țiriac | 14-16, 6-4, 8-6 |  |

### Finales en double (8)
| No | Date       | Nom et lieu du tournoi                          | Catégorie | Dotation | Surface         | Vainqueurs                        | Partenaire        | Score                    |          |
| -- | ---------- | ----------------------------------------------- | --------- | -------- | --------------- | --------------------------------- | ----------------- | ------------------------ | -------- |
| 1  | 19-01-1968 | Australian Championships Melbourne              | G. Chelem | NC $     | Gazon (ext.)    | Dick Crealy Allan Stone           | Ray Keldie        | 10-8, 6-4, 6-3           | Parcours |
| 2  | 1969       | Tournoi de tennis de la côte Pacifique Berkeley |           | NC $     | NC              | Stan Smith Thomaz Koch            | Ray Keldie        | 6-1, 6-3                 |          |
| 3  | 1969       | Tournoi de tennis de Barcelone Barcelone        |           | NC $     | Terre (ext.)    | Manuel Orantes Patricio Rodríguez | Ray Keldie        | 8-10, 6-3, 6-1, 5-7, 6-2 |          |
| 4  | 09-04-1972 | Quebec International Tennis Open Québec         |           | 50 000 $ | Dur (int.)      | Robert Carmichael Ray Ruffels     | John Alexander    | 4-6, 6-3, 7-5            |          |
| 5  | 02-12-1972 | Tournoi de tennis d'Afrique du Sud Johannesburg |           | NC $     | Dur (ext.)      | John Newcombe Fred Stolle         | Robert Carmichael | 6-3, 6-4                 |          |
| 6  | 15-01-1973 | Tournoi de tennis de Miami Miami                |           | NC $     | NC              | Roy Emerson Rod Laver             | Colin Dibley      | 6-4, 6-4                 |          |
| 7  | 29-01-1973 | Tournoi de tennis de Richmond Richmond          |           | 50 000 $ | Moquette (int.) | Roy Emerson Rod Laver             | Colin Dibley      | 3-6, 6-3, 6-4            |          |
| 8  | 26-03-1973 | Tournoi de tennis de Saint-Louis St Louis       |           | NC $     | NC              | Ove Bengtson Jim McManus          | Colin Dibley      | 6-2, 7-5                 |          |

## Parcours dans les tournois duGrand Chelem

### En simple
| Année | Open d'Australie | Open d'Australie | Internationaux de France | Internationaux de France | Wimbledon       | Wimbledon    | US Open         | US Open    |
| ----- | ---------------- | ---------------- | ------------------------ | ------------------------ | --------------- | ------------ | --------------- | ---------- |
| 1966  | —                | —                | —                        | —                        | 2e tour (1/32)  | C. Richey    | —               | —          |
| 1967  | 2e tour (1/16)   | B. Bowrey        | —                        | —                        | 1er tour (1/64) | M. Sangster  | 3e tour (1/16)  | R. Osuna   |
| 1968  | 1/8 de finale    | D. Crealy        | 1er tour (1/64)          | M. Holeček               | 3e tour (1/16)  | F. Stolle    | —               | —          |
| 1969  | 2e tour (1/16)   | B. Bowrey        | —                        | —                        | 3e tour (1/16)  | J. Alexander | 3e tour (1/16)  | R. Taylor  |
| 1970  | —                | —                | 2e tour (1/32)           | J. Fillol                | 3e tour (1/16)  | K. Rosewall  | 2e tour (1/32)  | R. Ruffels |
| 1971  | —                | —                | 2e tour (1/32)           | C. Richey                | 2e tour (1/32)  | H. Irvine    | 1er tour (1/64) | R. Taylor  |

N.B. : à droite du résultat se trouve le nom de l'ultime adversaire.

### En double
Parcours en double à partir de 1968.
| Année | Open d'Australie        | Open d'Australie     | Internationaux de France    | Internationaux de France | Wimbledon                   | Wimbledon              | US Open                      | US Open                 |
| ----- | ----------------------- | -------------------- | --------------------------- | ------------------------ | --------------------------- | ---------------------- | ---------------------------- | ----------------------- |
| 1968  | Finale R. Keldie        | D. Crealy A. Stone   | 1/8 de finale R. Ruffels    | T. Koch J. E. Mandarino  | 1er tour (1/32) R. Keldie   | J. Leschly T. Ulrich   | —                            | —                       |
| 1969  | 1/4 de finale R. Keldie | J. Newcombe T. Roche | —                           | —                        | 1er tour (1/32) R. Keldie   | R. Lutz S. Smith       | 1er tour (1/32) R. Keldie    | P. Gonzales R. Holmberg |
| 1970  | —                       | —                    | 1/8 de finale R. Carmichael | G. Goven F. Jauffret     | 1/4 de finale R. Carmichael | J. Newcombe T. Roche   | 2e tour (1/16) R. Carmichael | J. Connors P. Gonzales  |
| 1971  | —                       | —                    | 1/8 de finale M. Holeček    | A. Metreveli C. Richey   | 1er tour (1/32) M. Holeček  | J. McDonald K. Warwick | 1er tour (1/32) F. McNair    | R. Holmberg C. Richey   |
| 1972  | —                       | —                    | —                           | —                        | —                           | —                      | 2e tour (1/16) R. Carmichael | O. Davidson J. Newcombe |

N.B. : le nom du ou de la partenaire se trouve sous le résultat ; le nom des ultimes adversaires se trouve à droite.